# Уте
58°56′00″ пн. ш. 18°15′00″ сх. д. / 58.933333333333° пн. ш. 18.25° сх. д.
Уте, Утьо (нім. Utö) [ˈʉːtøː] — один із головних островів південного Стокгольмського архіпелагу, розташований у шведському муніципалітеті Ганінге. Уте також відноситься до головного міста на острові в центральній частині острова.
Острів має 10 кілометрів у довжину, до трьох з половиною кілометрів у ширину та має загалом 191 постійних мешканців на площі 29,36 км² (станом на 31 грудня 2013 року). Уте є головним туристичним центром у регіоні, який щорічно відвідує близько 300 000 відвідувачів. Він відомий, серед іншого, залишками гірничих робіт, які велися ще з середньовіччя. На півдні острова знаходиться військова навчальна база (Utö skjutfält).
На острів можна дістатися з передмістя Стокгольма Арста-Хавсбад регулярним поромом (35-40 хвилин влітку і 50-55 хвилин взимку). Влітку також є сполучення зі Стрьомкаєна в центрі Стокгольма (3,5 години). Також є автомобільне сполучення з сусіднім островом Оло через міст. Назва, написана як Utö у 14 столітті.

## Інтернет-ресурси
- Uto, Sweden Page of weather, cloud cover, airports, nearby towns Falling Rain Software Ltd, April 2021